# Iron Cross
Iron Cross est un groupe de Oi! de Washington. Il est le premier groupe aux États-Unis à adopter le look skinhead et le style musical du Oi!.
À ne pas confondre avec "Iron Cross band", groupe musical actuel roumain de la ville de Iasi, qui a édité de nombreuses vidéos sur YouTube.

## Histoire
Iron Cross se forme en 1980, lorsque Dante Ferrando rencontre Sab Grey. Ferrando était auparavant dans le groupe Broken Cross avec Mark Haggerty. Lorsque Gray et Ferrando décident de créer un nouveau groupe, Gray suggère le nom Iron Cross. La première formation est composée de Gray au chant, Haggerty à la guitare, Ferrando à la batterie et John Falls à la basse. Cette formation dure très peu de temps, avec le départ de Falls après le premier concert d'Iron Cross à l'American University. Après le départ de Falls, le groupe a deux autres bassistes avant de se baser sur Wendel Blow, l'ancien bassiste du groupe punk hardcore de DC State of Alert. Le seul non-skinhead du groupe est Ferrando, qui conserve une coiffure punk hérissée. La quatrième formation du groupe dure juste après l'enregistrement de leur premier EP, Skinhead Glory. Cet EP contient la chanson signature Crucified, qui est ensuite reprise par de nombreux groupes oi! et hardcore, notamment Agnostic Front au milieu des années 1980.
Blow quitte le groupe, John Dunnle le remplace. Dunn est un des premiers skins de DC et un ami proche des membres du groupe. Dunn quitte le groupe juste avant la sortie du deuxième EP, Hated and Proud. Il est remplacé par Paul Cleary, membre fondateur des groupes DC Trenchmouth et Black Market Baby. La compilation Flex Your Head de Dischord Records en 1982 présente trois chansons d'Iron Cross à un public au-delà de l'est des États-Unis.
En 1985, après d'autres changements de membres qui laissent Gray comme le seul membre original d'Iron Cross, le groupe se sépare. Ferrando forme le groupe Grey Matter avec Haggerty. Haggerty a continué à jouer avec les groupes 3 et Severin. Ferrando a également joué dans le groupe Ignition et est maintenant propriétaire du club DC The Black Cat. Falls a rejoint le groupe Egypt Central.

### Reformation
En 2001, Iron Cross réédite ses EP et des enregistrements inédits das le CD Live For Now. Gray joue avec The Royal Americans (un groupe de style rockabilly). Un split avec le groupe britannique oi! Combat 84 devait sortir chez GMM Records en 2002, cet enregistrement ne s'est jamais concrétisé. Le mini-album Two Piece and a Biscuit, comprenant quatre chansons d'Iron Cross et trois de The Royal Americans, sort en 2007 chez 13th State Records.
En 2009, le groupe comprend Sab Gray au chant, Scotty Powers à la batterie, Dimitri Medevev (décédé en 2012) à la basse, Mark Linskey à la guitare et Shadwick Wilde à la guitare. Cette formation enregistre deux chansons pour un split EP avec le groupe Keyside Strick, que Koi Records publie sous le nom de Koi Records Split Vol. 5. En 2012, Skinflint Records sort l'EP d'Iron Cross Est. 1980.

## Discographie
EPs
- 1982 : Skinhead Glory (Dischord Records)
- 1983 : Hated & Proud (Skin Flint Records)
- 2007 : 2 Piece And A Biscuit (Split-EP avec Sab Grey And The Royal Americans, Teenage Heart Records)
- 2009 : Koi Records Split Vol. 5 (Split-EP avec Keyside Strike, Koi Records)
- 2012 : Est. 1980 (Skinflint Music)

Compilations
- 1999 : Crucified for Our Sins (Lost and Found Records)
- 2001 : Live for Now (GMM Records)